# YUKA (AV女優)
YUKA（ゆか、1979年4月15日 - ）は、日本のAV女優。趣味・特技は水泳、乗馬、胡弓。

## 経歴
愛知県出身。AVに出演するまでは『小島由佳』の芸名で『岸和田少年愚連隊 番長足球』や映画『棒』でヒロインを演じるなど、映画やVシネマに女優として主役級や準主役級として出演していた。2004年にYUKAとしてAVデビュー。AV2作品目の『本能 YUKA』で潮吹きを初経験した。3作品目の『背徳 YUKA』では、ロウソク責め、縛り、調教に挑戦した。4本目の撮影前日に失踪、その後、親バレ、恋人との別れなどがあったと語った。

## 出演作品

### 映画・Vシネマ
- LUCKY STRIKE（2002年）
- 棒Bastoni（2002年）[2]
- 釣りバカ日誌15 ハマちゃんに明日はない!?（2004年）
- 岸和田少年愚連隊 カオルちゃん最強伝説 番長足球[2]
- てばなとめいたんてい〜雄大祭〜

### アダルトビデオ
- スキャンダル・YUKA（2004年3月30日、レックオーバー）
- 本能 YUKA（2004年4月30日、レックオーバー）
- 背徳 YUKA Mの破片（2004年5月30日、レックオーバー）
- Eternity YUKA（2004年6月25日、レックオーバー）
- Memorial YUKA（2004年7月30日、レックオーバー）
- REC-OVER SPECIAL（2004年10月30日、レックオーバー）他出演：松下みらの、広瀬友莉子、川奈ゆき、水野ちか